# Hendea myersi
Hendea myersi is een hooiwagen uit de familie Triaenonychidae.